# Rosedale (Californië)
Rosedale is een plaats (census-designated place) in de Amerikaanse staat Californië, en valt bestuurlijk gezien onder Kern County.

## Demografie
Bij de volkstelling in 2000 werd het aantal inwoners vastgesteld op 8445.

## Geografie
Volgens het United States Census Bureau beslaat de plaats een oppervlakte van
98,1 km², geheel bestaande uit land. Rosedale ligt op ongeveer 107 m boven zeeniveau.

## Plaatsen in de nabije omgeving
De onderstaande figuur toont nabijgelegen plaatsen in een straal van 32 km rond Rosedale.